# Omloop Het Nieuwsblad 2009
L'Omloop Het Nieuwsblad 2009 va ser la 64a edició de l'Omloop Het Nieuwsblad. Es disputà el 28 de febrer de 2009 sobre un recorregut de 204,4 km amb sortida i arribada a Gant. La cursa formava part de l'UCI Europa Tour amb una categoria 1.HC. El 2008 el diari Het Volk, organitzador de la cursa, va ser comprat pel diari Het Nieuwsblad i aquest li canvià el nom, sent la del 2009 la primera com a Omloop Het Nieuwsblad.
El vencedor fou el noruec Thor Hushovd (Cervélo TestTeam), que s'imposà a l'esprint en un nombrós grup que arribà a meta. Kevin Ista (Agritubel) i Joan Antoni Flecha (Rabobank ProTeam) completaren el podi.

## Classificació final
|    | Cilista                  | Equip                   | Temps      |
| -- | ------------------------ | ----------------------- | ---------- |
| 1  | Thor Hushovd (NOR)       | Cervélo TestTeam        | 4h 47' 45" |
| 2  | Kevin Ista (BEL)         | Agritubel               | m. t.      |
| 3  | Joan Antoni Flecha (CAT) | Rabobank ProTeam        | m. t.      |
| 4  | Greg Van Avermaet (BEL)  | Silence-Lotto           | m. t.      |
| 5  | Marcus Burghardt (GER)   | Team HTC-High Road      | m. t.      |
| 6  | Frédéric Amorison (BEL)  | Landbouwkrediet-Colnago | m. t.      |
| 7  | Andreas Klier (GER)      | Cervélo TestTeam        | m. t.      |
| 8  | Heinrich Haussler (GER)  | Cervélo TestTeam        | m. t.      |
| 9  | Niki Terpstra (NED)      | Team Milram             | m. t.      |
| 10 | Tom Boonen (BEL)         | Quick Step              | m. t.      |